# Сычёвка Нисимковичская
Сычёвка Нисимковичская (бел. Сычаўка-Нісімкавіцкая) — упразднённый посёлок в Нисимковичском сельсовете Чечерского района Гомельской области Беларуси.

## География

### Расположение
В 18 км на юго-запад от Чечерска, 83 км от Гомеля, 53 км от железнодорожной станции Буда-Кошелёвская (на линии Гомель — Жлобин).

### Гидрография
На реке Покоть.

## История
Основан в 1920-е годы жителями деревни Нисимковичи и окружающих хуторов. С 8 декабря 1926 года в Нисимковичском сельсовете Светиловичского, с 4 августа 1927 года Чечерского районов Гомельского округа. Входил в состав колхоза «Советская Беларусь».

## Население

### Численность
- 2004 год — жителей нет.

### Динамика
- 1991 год — 21 двор, 31 житель.
- 2004 год — жителей нет.